# Csaba Balogh
Csaba Balogh (1987) is een Hongaars schaker. In 2004 werd hem door de FIDE de titel grootmeester toegekend.
Van 10 t/m 18 mei 2005 speelde hij mee in het toernooi om het kampioenschap van Hongarije en eindigde hij met 4.5 punt op de vierde plaats. 
In het seizoen 2015-2016 werd Balogh Nederlands kampioen met En Passant.  

## Partij
In 2007, bij de 5e Gyorgy Marx Memorial speelde Balogh met wit de volgende partij tegen Viktor Kortsjnoj. 
1. e4 e5 2. Pf3 Pc6 3. Lb5 a6 4. La4 Pf6 5. 0-0 Pxe4 6. d4 b5 7. Lb3 d5 8. dxe5 Le6 9. Le3 Lc5 10. De2 O-O 11. Td1 Te8 12. c4 d4 13. Pc3 Pd6 14. Lxd4 Pxd4 15. Pxd4 Lxc4 16. Lxc4 Pxc4 17. Pdxb5 Dh4 18. g3 Dh3 19. Dxc4 Lxf2+ 20. Kxf2 Dxh2+ 21. Kf3 axb5 22. De2 Dh5+ 23. Kg2 Dxe2+ 24. Pxe2 Txe5 25. Pd4 c5 26. Pxb5 Te2+ 27. Kh3 Txb2 28. Pc7 Tc8 29. Pd5 Te8 30. a4 f5 31. Te1 Txe1 32. Txe1 Ta2 33. Te8+ Kf7 34. Te7+ Kg6 35. Ta7 Kh6 36. a5 c4 37. Pe3 c3 38. Pxf5+ Kg6 39. Pe7+ Kh6 40. Pf5+ Kg6 41. Pe7+ Kh6 42. a6 c2 43. Tc7 Txa6 44. Txc2 Ta7 45. Pd5 Td7 46. Tc6+ Kg5 47. Pf4 Kf5 48. Tc5+ Ke4 49. Kg4 h6 50. Tc6 Ke3 51. Tg6 Kf2 52. Ph5 (1-0)